# Зао мачор
Зао мачор (тур. Kötü Kedi Şerafettin, енгл. Bad Cat) је Турски компјутерски-анимирани филм студија Анима Истанбул из 2016. године. Филм је приказан на бројним филмским фестивалима укључујући Међународном фестивалу анимираног филма у Анесију, Међународном филмском фестивалу у Скопљу и Међународни филмски фестивал ФанТасиа у Монтреа.